# Sydhavn Station
Sydhavn Station er en station på Køge Bugt-banen, åbnet i 1972, og er dermed en del af Københavns S-togs-netværk.
Siden juni 2012 har det kunstnerdrevne udstillingssted Sydhavn Station haft til huse i stationens tidligere billetsalg.

## Galleri
- Wikimedia Commons har flere filer relateret til Sydhavn Station

- Interiør.
- Perroninventar.
- Linje A til Køge.
- Venteskur.
- Den nordøstlige del af perronen.
- Kameraer til overvågning af ind- og udstigning.

## Antal rejsende
Ifølge Østtællingen var udviklingen i antallet af dagligt afrejsende med S-tog:
| År   | Antal | År   | Antal | År   | Antal | År   | Antal |
| ---- | ----- | ---- | ----- | ---- | ----- | ---- | ----- |
| 1957 | -     | 1974 | 1.056 | 1991 | 1.407 | 2001 | 1.402 |
| 1960 | -     | 1975 | 1.019 | 1992 | 1.228 | 2002 | 1.402 |
| 1962 | -     | 1977 | 977   | 1993 | 1.215 | 2003 | 1.680 |
| 1964 | -     | 1979 | 1.562 | 1995 | 1.429 | 2004 | 1.747 |
| 1966 | -     | 1981 | 1.428 | 1996 | 1.262 | 2005 | 1.784 |
| 1968 | -     | 1984 | 1.355 | 1997 | 1.308 | 2006 | 1.964 |
| 1970 | -     | 1987 | 1.286 | 1998 | 1.290 | 2007 | 2.322 |
| 1972 | 849   | 1990 | 1.459 | 2000 | 1.519 | 2008 | 2.907 |